# 尼古拉·格鲁埃夫斯基
尼古拉·格鲁埃夫斯基（發音：['nikɔla 'ɡruɛfski] ⓘ；1970年8月31日—）是马其顿共和国前总理、马其顿内部革命组织民族统一民主党党首。
格鲁埃夫斯基出生于斯科普里，曾在柳普乔·格奥尔基耶夫斯基内阁中出任财政部长。2002年大选失败后，马其顿内部革命组织民族统一民主党发生分裂，格奥尔基耶夫斯基率支持者另组新党马其顿内部革命组织人民党，格鲁埃夫斯基接任党首。
2006年7月5日，内部革命组织民族统一民主党赢得大选，8月27日，格鲁埃夫斯基就任总理并组建内阁，并在2008年获连任。他在2016年被爆出“监听反对派”丑闻，辞职后，他受到非法监听、滥用职权、腐败和选举欺诈等罪名指控。2018年5月，法院判处他两年监禁，二审维持原判。

## 流亡生涯
马其顿内政部2018年13日在声明中说，匈牙利内政部向马方确认，格鲁埃夫斯基在匈方境内，已提出避难申请；马方将寻求跨国通缉格鲁埃夫斯基。匈牙利外交部拒绝就格鲁埃夫斯基寻求避难事宜提供信息。格鲁埃夫斯基当天在社交媒体“脸书”证实这一消息，声称他近日遭遇“无数次”生命威胁，因而逃离祖国，现在匈牙利首都布达佩斯，“我会永远忠诚于马其顿的事业，决不放弃”。
目前匈牙利欧尔班·維克多政府允許遭判刑的前馬其頓總理尼古拉·格魯埃夫斯基流亡該國。